# Башта Якобо Торсело
Башта Якобо Торсело  (або башта Джакомо, Джиакомо, Якопо Торселло) — пам'ятка архітектури національного значення № 010071/2, входить до комплексу Судацької фортеці, розташована на Фортечній горі у місті Судак. Згідно з Переліком об'єктів нерухомої спадщини Судацької фортеці Національного заповідника «Софія Київська», башта має порядковий номер 15.

## Історія
На північний захід зовнішньої лінії оборони Судацької фортеці налічується шість веж: Якобо Торселло, Кутова (XIV—XV ст.), Джованні Маріоне (1388), Гварко Румбальдо (1394), Безіменна та одна зруйнована.
Башта Якобо Торсело знаходиться у центральній частині зовнішньої лінії оборони, зі східного боку розташовані єдині міські ворота генуезької Солдайї.
На геральдичній плиті, яка вмурована у східну стіну башти, знаходиться латинський напис про те, що вежа зведена у 1385 році під час правління консула Солдайї Якопо Торселло:
|  | …1385, в перший день серпня під час правління чудового і могутнього мужа та пана Якопо Торселло, поважного консула і коменданта Солдайї. |

У нижній частині плити зображено три щита з гербами: у центрі — герб Генуї, зліва — герб правлячого дожа Адорно, а праворуч — консула і коменданта Солдайї — Торселло.
З часом верхня частина плити постраждала, рік зведення вежі тепер не видно, однак мандрівники XVIII і першої половини XIX століття ще мали можливість читати цей напис повністю, хоча остання цифра і викликала суперечки серед учених. Так, Г. Л. Одерико і Л. Ваксель вказували на 1380 або 1382 роки, В. Н. Юргевич — на 1385 рік, О. Ч. Скржинська вважала, що Г. Л. Одерико і Л. Ваксель, ймовірно, прийняли латинську 5 за латинську 2 (у написі цифри римські).
У 1972 році велися розкобки, під фундаментами вежі виявлені залишки оборонних мурів та башт візантійського часу ХІІ — ХІІІ століть.

## Архітектура

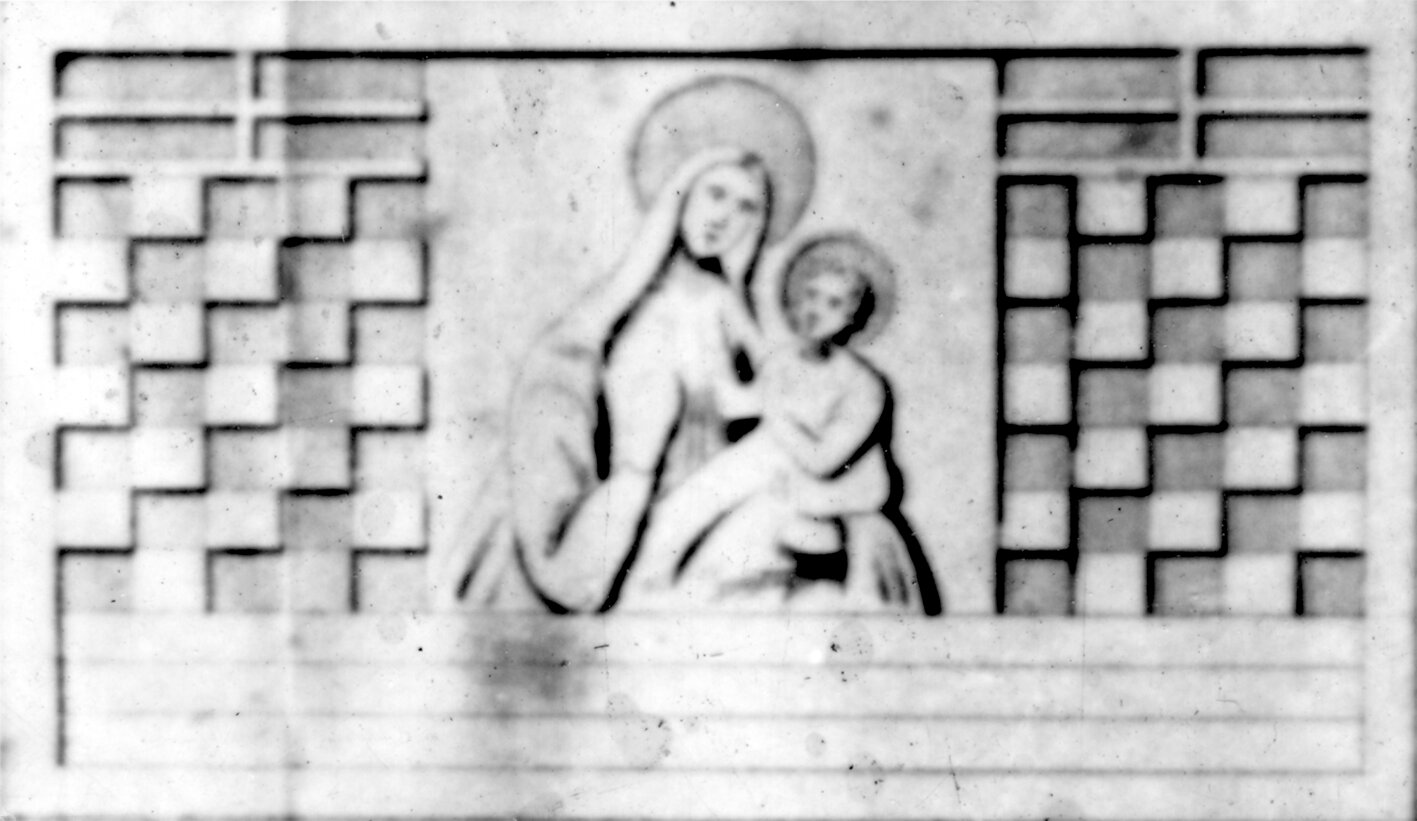
Закладна плита з гербом Торселло з промальовкою Миколи Лапіна (1928 р.)

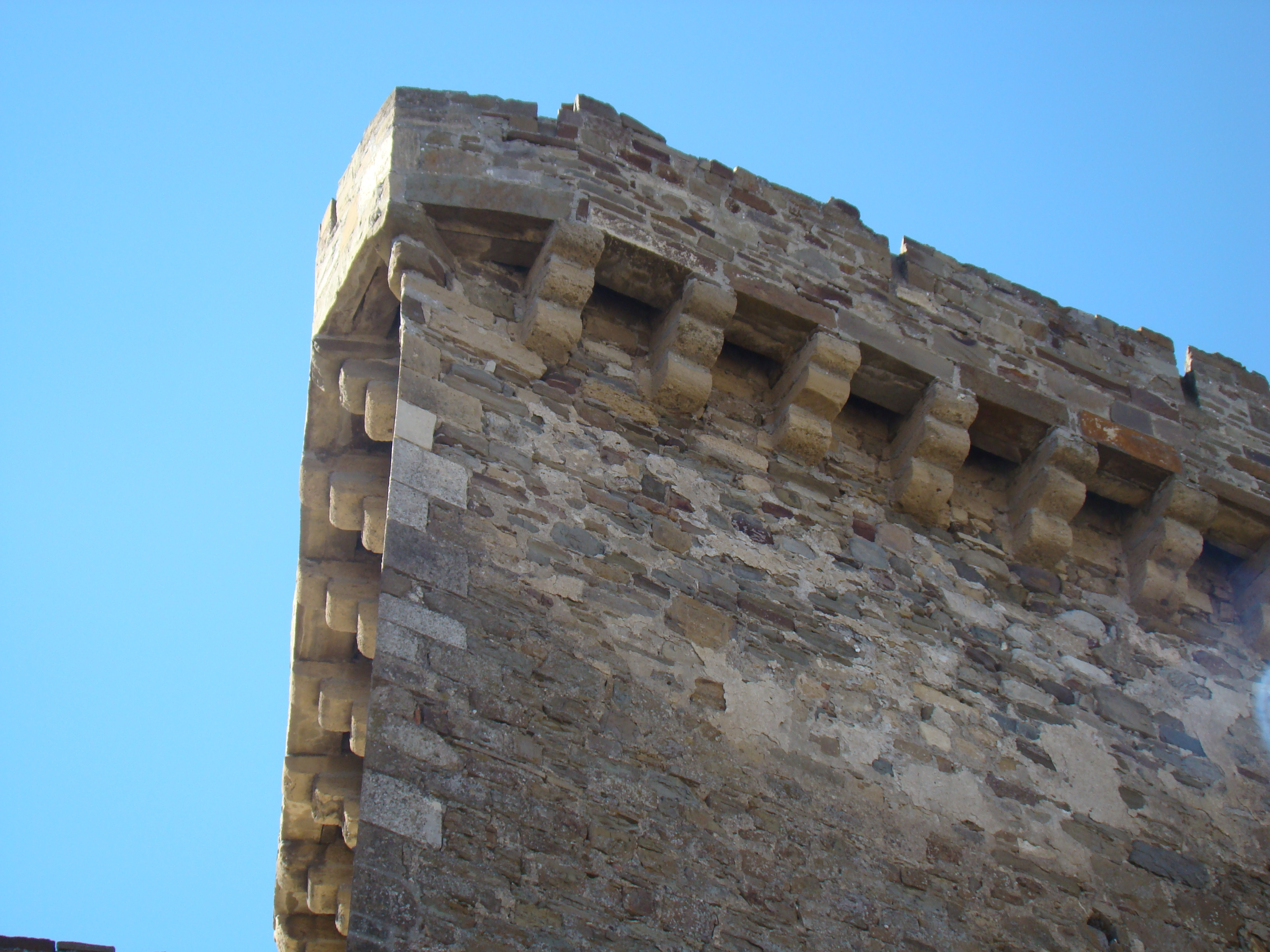
Башта Якобо Торсело. Консолі

Башта Якобо Торсело входить до комплексу головних воріт міста. Вежа трьохстінна, неправильної чотирикутної форми, триповерхова, відкрита у внутрішню частину міста.
Периметр башти по внутрішньому обміру стін: з північного боку — 5 м, із західного — 10,6 м, зі східного — 4,8 м, розміри вежі — 8,8×8,8 м; висота — 22,26 м. Збудована з сіро-бурого пісковику на вапняному розчині, кладка стін із внутрішнього боку виконана уступами, на які укладено міжповерхові перекриття. Над стінами башти зубці, які встановлено на кам'яні кронштейни — консолі.
Низ башти укріплений пологим схилом, контрфорсом, який виконував не лише інженерну функцію зміцнення основи вежі, але і бойову (від нього відскакували камені, скинуті вниз захисниками фортеці, а це, природно, збільшувало площу і можливість поразки супротивника). Контрфорс не лише зміцнював вежу, але і збільшував її військово-оборонний потенціал.
На рівні першого поверху, у північному мурі башти, є вертикальна амбразура, яка протягом певного часу була закрита зовні кладкою муру барбакану. На другому поверсі у трьох мурах є по одному прямокутному вікну.
До башти з південно-західного боку примикають фундаменти стін, що захищали велику будову (площею до 250 кв. м) із залишками каміну.
В одному з її приміщень при розкопках виявлені кам'яні ядра для баліст, споруда служила караульним приміщенням, тут же розташовувалася і казарма місцевого гарнізону, де солдати жили постійно, оскільки поруч виявлені залишки господарських будівель, а фрагменти фресок на каменях свідчать про наявність тут гарнізонної каплиці. На думку І. А. Баранова, у пізній період існування міста і фортеці тут знаходилася митниця.
Під час археологічних досліджень виявлені залишки четвертої стіни башти, що закривала її з боку міста.

## Галерея

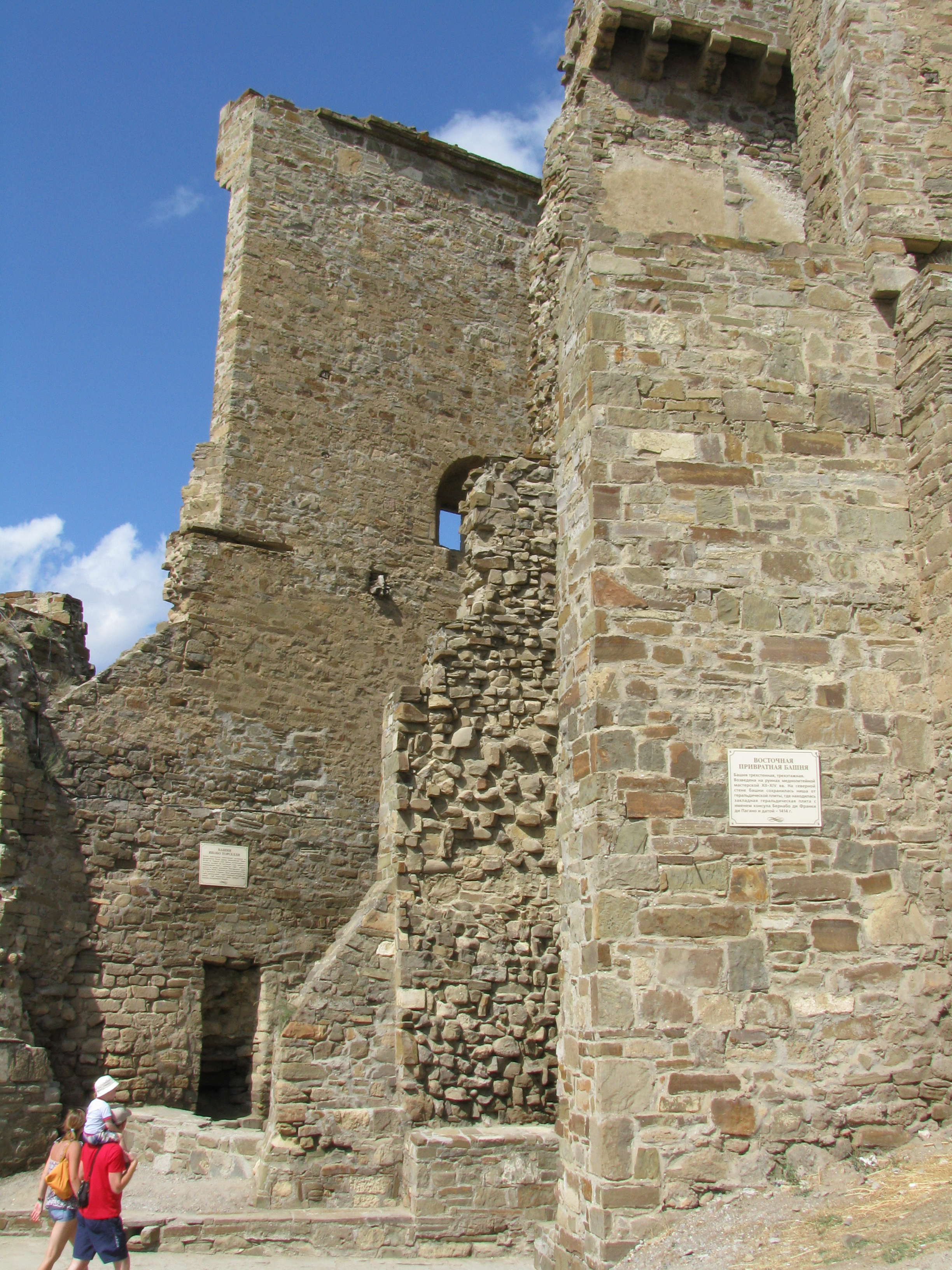
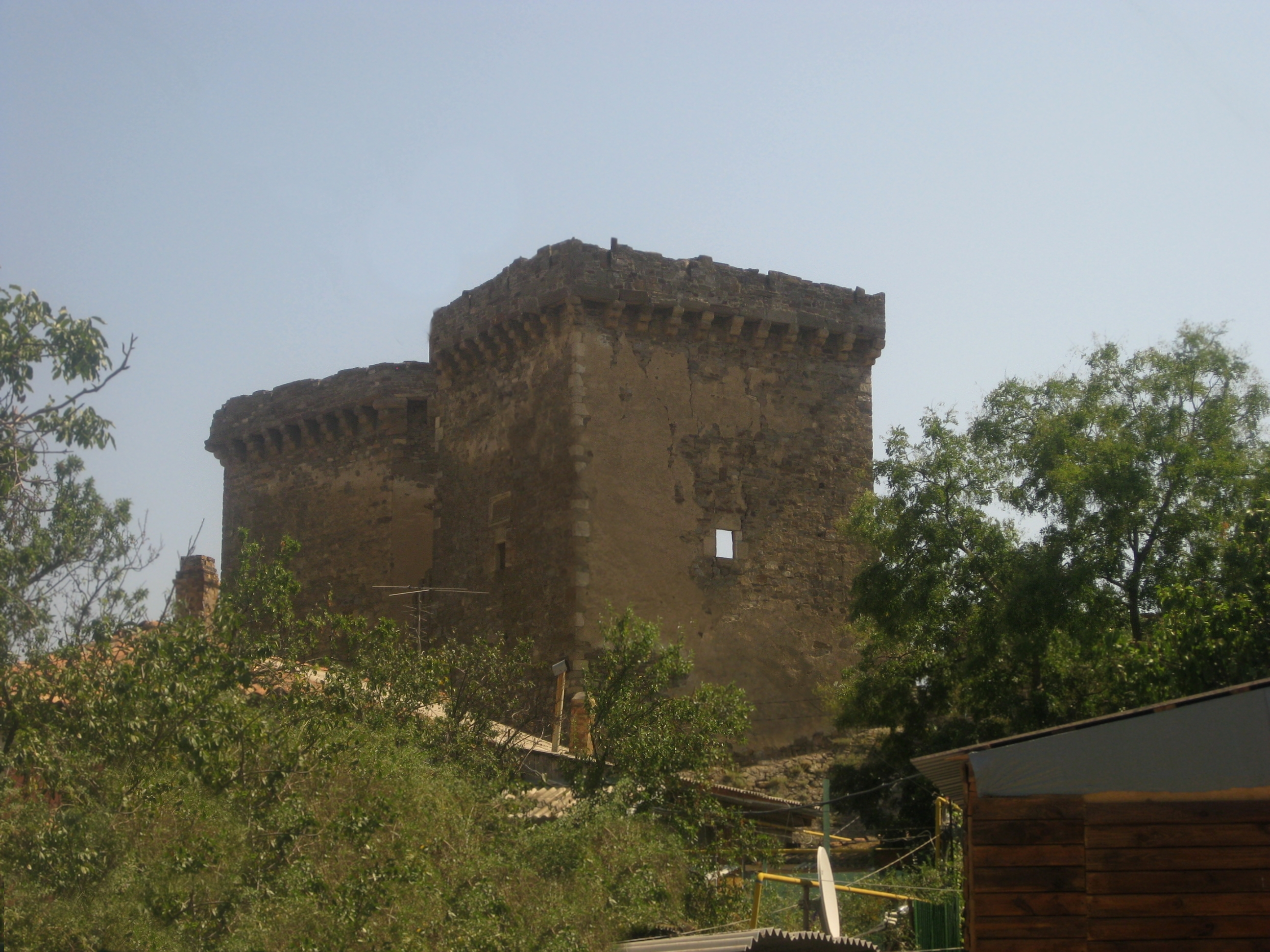
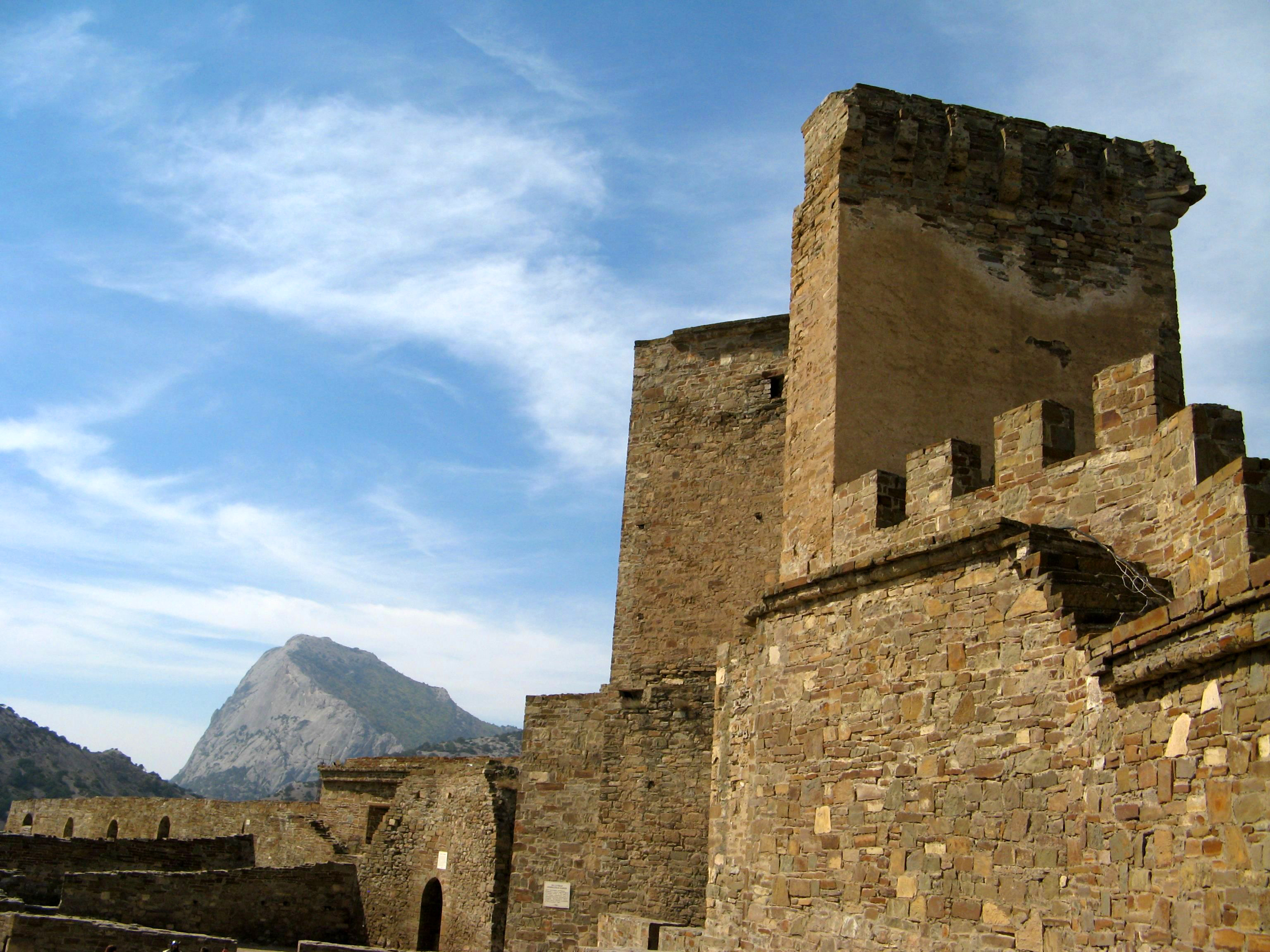
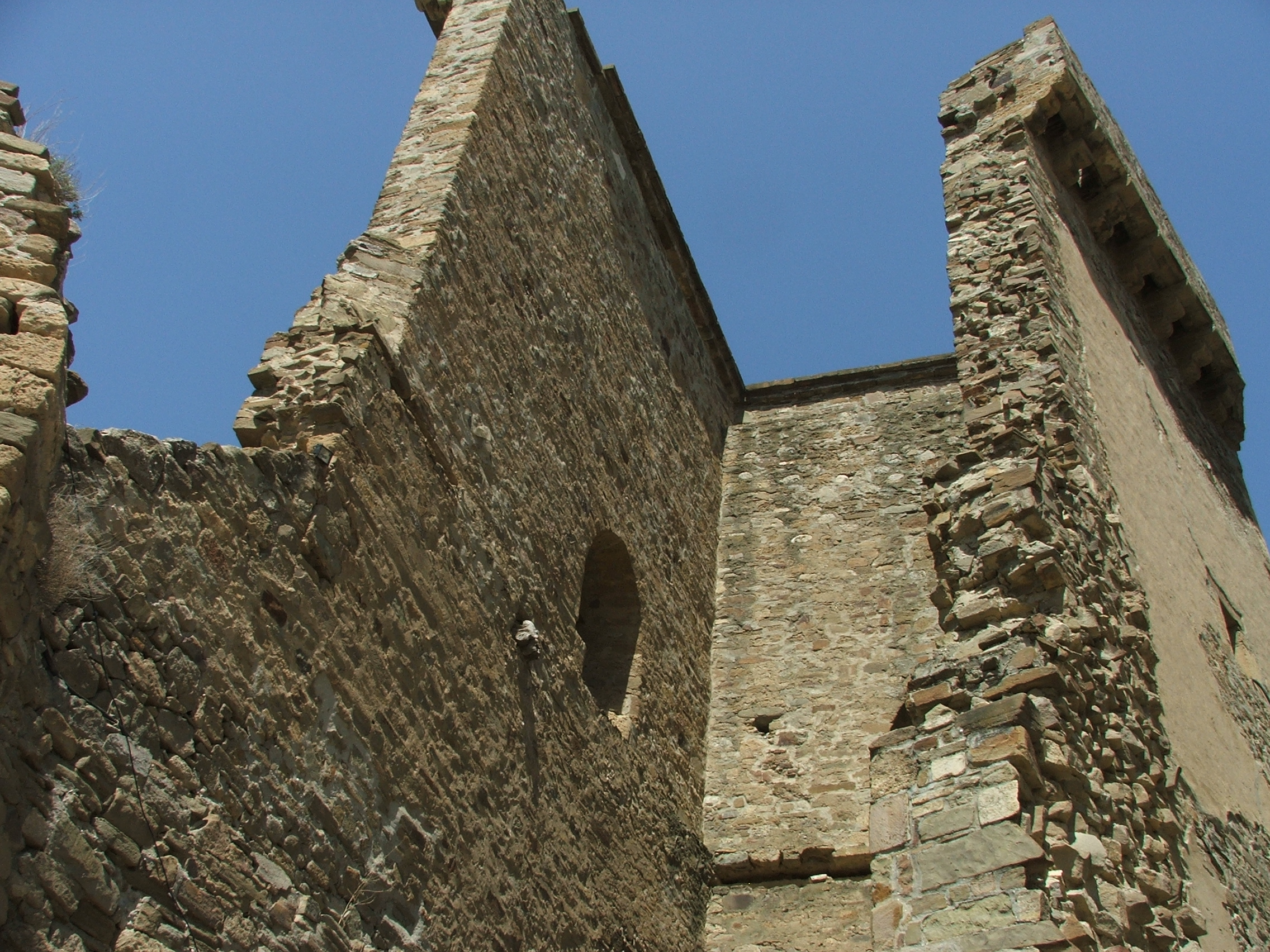